# Estación del Calado
La Estación del Calado fue una estación ferroviaria que funcionaba como terminal de pasajeros en el municipio brasileño de Coronel Fabriciano, en el estado de Minas Gerais. 

## Historia
Con la llegada de topógrafos y operarios encargados de la creación del Ferrocarril Vitória a Minas (EFVM) y, posteriormente, de la Estación del Calado, ocurrida entre las décadas de 1910 y 1920, se produjo el comienzo del crecimiento poblacional del actual municipio de Coronel Fabriciano. Comenzaron a ser levantadas las primeras moradas, hechas de barro y madera. El terminal ferroviario fue inaugurado el 9 de junio de 1924, estando situado entre las actuales avenidas Pedro Nolasco y Rubens Siqueira Maia, Centro fabricianense, y siendo la primera construcción en mampostería de la ciudad. Su nombre era entonces cambiado al de "Calado".
Durante mucho tiempo la EFVM fue la principal conexión de Coronel Fabriciano con otras ciudades mineras. Sin embargo, con el crecimiento poblacional del centro del municipio, el ferrocarril tuvo que ser llevado a las afueras de la ciudad y, con esto, la estación fue demolida. La última salida de un tren tuvo lugar el 29 de enero de 1979, episodio que fue conocido como "el último tren". El 15 de marzo de 1982, el terminal fue demolido.
En el lugar de la estación fue construido, en la década de 1980, la actual Terminal de transportes de Coronel Fabriciano y el terminal urbano de la ciudad, sin embargo, en 2008, este fue transferido a otro lugar del Centro de Fabriciano para dar lugar a la Plaza de la Estación, inaugurada en 2009, cuyo nombre recibió en homenaje a la estación demolida. La EFVM todavía cruza el municipio (fuera del centro), pero la estación ferroviaria se encuentra dentro del municipio de Timóteo y es denominada Estación Mário Carvalho. A pesar del desplazamiento, la estación todavía está más próxima al centro fabricianense que de cualquier barrio residencial timotense, por encontrarse junto al margen del Río Piracicaba, que divide el centro fabricianense del distrito industrial vecino.